# フレームグライド
『フレームグライド』（FRAME GRIDE）はフロム・ソフトウェアより1999年7月15日に発売されたドリームキャスト用3Dロボット対戦型格闘ゲーム。
本作は「フレームグライド」と呼ばれる巨大人型兵器の存在する中世ファンタジー世界を舞台に、反乱を起こした選帝侯率いる九人の騎士を討ち取るべく、主人公である青年がフレームグライドを駆って戦う物語である。
フレームグライドおよびその随伴機スクワイアを撃破することでマテリアルと呼ばれる素材を収集し、マテリアル合成によって新たな機体パーツや武装、スクワイアを開発、機体をカスタマイズしていく、アーマード・コアシリーズに通じるシステムとなっている。
ただしアーマード・コアシリーズと明確に異なる点として、本作は全てのミッションが１対１の決闘となっており、フィールドを移動しながら敵機と対戦する『電脳戦機バーチャロン』に似た対戦格闘ゲームとなっているのが特徴。さらに各パーツやスクワイアには耐久値が設定されており、耐久値が赤色になると機能停止、黒色になると完全破壊され失われてしまう。
また、九人の騎士と対決するストーリーモードの他に、画面を二分割してのVS（ローカル対戦）に加え、ドリームキャストの通信機能を活用したNET GAME（ネット対戦）モードも搭載されている。ネット対戦モードでは、貴重なマテリアルを一定確率で取得することができ、大きなメリットとなっている（このマテリアル自体はストーリーモードやローカル対戦でも収集することが可能）。
そのストーリーや世界設定、登場人物のプロフィールについては、ゲーム内ではOPやED、ステージ選択画面の短い文章でしか述べられないため詳細はわからないが、数冊発売された攻略本などの設定資料によって解説されている。

## ストーリー
惑星エルセクア。今日では魔法と呼ばれる高度な技術によってすべてを支配して栄華の絶頂を極めていたいにしえの文明は、やがて巨大な人型兵器による戦争で崩壊し、全ては伝説や神話として失われていった。やがて長い歳月の末、生き延びた人々は古代遺跡から発掘した遺物と僅かな知識をもとに文明を復活させ、独自の文化を形成するまでに至った。そしてその中で生み出された最強の兵器こそが甲冑の巨人フレームグライドであった。
ルード大陸を支配する帝国クルトは、皇帝アルカンサIII世の崩御によって勃発した選帝戦争による混乱を経て、一代限りの皇帝を各地の領主から選出する選帝侯協定によってひとまずの平和を維持してきた。しかし選帝侯協定もまた数百年のうちに綻び、政略や戦争によって選帝侯は大きく数を減らし、今や選帝侯は七家のみとなっていた。選帝侯の一人でフェルベルク領主であるゾルト・マローク辺境伯はこの状況を危惧していた矢先、古代遺跡から発掘されたフレームグライド・シドラネルに興味を抱き、その圧倒的な性能を知ってシドラネルを密かに隠匿することを決意する。
帝国暦700年、皇帝レギリオ・クレードゥルスの崩御をきっかけに、ゾルト辺境伯は決起。戦火は瞬く間に帝国全土に広がり、ゾルト辺境伯率いる九騎士によって残る六人の選帝侯のうち五人までもが討ち取られ、帝国の滅亡は時間の問題となっていた。フェルベルク領から最も離れたジュリア領を治める最後の選帝侯ミランジェ・シーカ大司教は、自らの庇護下においていた若者である主人公に騎士の称号とフレームグライドを託し、ゾルト辺境伯討伐に送り込むことを決断する。
早いうちからゾルト辺境伯の叛意に気づいていたミランジェ大司教は、かつて辺境伯の長子バレンタインの成人の儀を執り行った後、たまたま立ち寄った教会で会った主人公の顔立ちを見て、彼がゾルト辺境伯の実子でありバレンタインの弟と確信。密かにその出生について探らせた上で事情を把握し、万一の際の切り札として確保していたのである。やがて懸念通りゾルト辺境伯が反乱を起こし追い詰められたミランジェ大司教は、死んだはずの息子が自身に剣を向ける、その事実によってゾルト辺境伯が動揺する可能性に全てを賭けたのだった。
何も知らぬ主人公の奮闘によって九騎士たちは次々と撃破され、ついにはゾルト辺境伯の実子である剣の騎士バレンタインと、帝国最強と謳われる宵闇の騎士ラシーヌの二人だけとなった。バレンタインは父の正義と大義を信じていて戦いに身を投じる中で次々と同志を撃破していく主人公の存在を知り、互いの関係を知らぬまま何かに導かれるように闘技場で主人公との決闘を望む。一方、ラシーヌはミランジェに一族を滅ぼされた恨みから復讐を果たそうと考えていたが、主人公の返り討ちに遭い、その野望は潰えることとなった。
ついに反乱の九騎士は全て討ち取られ、残すはゾルト辺境伯ただ一人。しかしゾルト辺境伯のフレームグライド・シドラネルは単なる超兵器などではなく、自律制御システムである自己判断による生命防御機能と、生体増殖装甲による自己再生機能が組み合わさって暴走し、搭乗者を取り込んで内部に新たな人格を形成するという致命的な欠点故に封印された、危険な存在であった。ゾルト辺境伯はシドネラルに取り込まれ、シドラネルは古代文明の叡智の結晶である「失われた塔」にて全てを手に入れようとしている。主人公は崩壊しつつある「失われた塔」にてシドラネルと対峙する。
シドネラルを破壊した後、主人公はいづこともなく立ち去った。平和を取り戻し再建された帝国に彼の姿を見つける事はできなかったが、しかしその戦いと武勲は永遠に語り継がれることになるという。

## 主な登場人物
主人公
本編の主人公。OPやEDでは「青年」とだけ呼ばれ、その詳細は不明。
元はソルアンデ領の片田舎の教会で育った孤児であり、ミランジェ大司教によってその才覚を見出されたことで引き取られ、小さな村の領主として剣術訓練に励みながら暮らしていた。今回のゾルト辺境伯の反乱に際して騎士に任じられ、フレームグライドを駆って戦場に赴くことになる。
その正体はゾルト辺境伯の実子であり、死んだとされている彼の次男。第一夫人が長男バレンタインを産んで数年後に第五夫人が産んだ男子であり、第五夫人を寵愛していたゾルト辺境伯によって跡取りに選ばれていた。しかしこの状況に嫉妬した第一夫人により暗殺が目論まれ、第五夫人ともども馬車ごと崖から川に落とされてしまう。結果、第五夫人は死亡し、行方不明となった主人公も死亡したものとされた。これによって心に深い傷を負ったゾルト辺境伯は、主人公の存在も含めて「最初からいなかったもの」として歴史から抹消したが、しかし主人公は奇跡的に生き延びて下流の教会に拾われ、神父のもと何一つ知らずに育ったのであった。
乗騎はプレイヤーによって名称含めて自由に設定される。初期機体については「兜につける羽飾り」「望む紋章」「必要な力」「馬上試合に臨むときの馬」「欲するのは全てを貫く槍、突き通すもの無き盾、何の変哲もない剣か」「狩猟に臨むときに必要なもの」という質問に答え、生年月日を設定することで決定される。
ミランジェ・シーカ
ジュリア領を治める選帝侯にして大司教。主人公の庇護者であり、ゾルト辺境伯の反乱に立ち向かうべく彼にフレームグライドを授けた。高齢であり、病床に伏している。
その実はかなり狡猾な知恵者であり、大司教位継承権を持つエルモ家を失脚させてその地位を手に入れている。ゾルト辺境伯の反乱に際しても領地が一番離れていることもあって、他の選帝侯が立ち向かって滅ぼされている中、ずっと反戦を訴え交戦を避けようとしていた。一方で早くからその叛意に気づいており、主人公の出生の秘密を探って彼を確保、ゾルト辺境伯への切り札として送り込む。
暁の騎士 ゴルドバ
第一の対決相手。第二装甲騎士団長。58歳。
代々騎士を輩出してきた誇り高き血統の騎士で、ゾルト辺境伯率いる騎士たちの「かなめ」であり、重臣。高齢ゆえ実力に陰りが見えているものの、精神的には未だ衰えを知らず、周囲の人々に頼られ、慕われている。騎士を目指している孫のことが一番の自慢だという。
乗騎は橙色に塗装された重装騎兵で、属性は土。戦鎚ミョルニール、火砲フレイムバードを主に駆使して攻撃を仕掛けてくる。
蘭の騎士 クロネイア
第二の対決相手。第三機甲騎士団長。26歳。
さる貴族の令嬢だが、跡取り息子が生まれなかったため男として育てられた。現在ではそのしなやかな体を駆使して疾風のような戦いを得意とする、美しい乙女として知られる男装の麗人。ある戦場でゾルト辺境伯に命を救われたことで彼に付き従うようになった。
乗騎は紫色に塗装された軽装騎兵で、属性は風。空中を自在に飛び回り、誘導弾を放つエレメンタルソング、風属性のスクワイア・アンクレイの召喚で攻撃を仕掛けてくる。
斧の騎士 オトラント
第三の対決相手。第一武甲騎士団長。28歳。
勝つためには手段を選ばない非道さと下賤さから、他の騎士たちからも騎士位を疑問視されている。元は平民、それも最下層の貧民であり、周囲から蔑まれるなか盗賊として身を立ててきたという過去がある。フレームグライドを強奪して部下と共に暴れ回った末に捕縛された際、操縦能力の高さと謀略に長けた才覚から特赦を与えられ、ゾルト辺境伯の騎士となった。
乗騎は水色に塗装された主装騎兵で、属性は水。
真夜中の騎士 ルドラル
第四の対決相手。第一装甲騎士団長。34歳。
地方貴族の出で、広い原野で生まれ育った豪放闊達な男。戦の駆け引きについては苦手だが、その勇猛さと猪突猛進ぶりで敵を打ち破ってきた。しかし宮廷での礼儀には疎いうえ酒癖が悪いため、部下たちは酒宴の時は彼に近づかないようにしている。
乗騎は青色に塗装された重装騎兵で、属性は火。ルドラルの望む攻撃力を得るために専用の重装備が施されている。
薔薇の騎士 ルシリアス
第五の対決相手。第二機甲騎士団長。31歳。
薔薇を育てることのみを生きがいとしており、薔薇を汚したものには一切容赦せず、残忍で冷酷な報復を行う。そのため今回の反乱についても、彼にとってはただ任務に従うだけの話で、大した意味は無い。
乗騎は赤色に塗装された軽装騎兵で、属性は土。
睡蓮の騎士 バラエルク
第六の対決相手。第四機甲騎士団長。20歳。
非常に機転のきく人物で、常に自分のペースを保ち、それに相手を巻き込んでしまうことから「役者」とあだ名されている。戦闘においてもその剣技は卓越した美しいものであり、辺境伯の実子であるバレンタインに次ぐほどだと言われている。元は選帝侯ランドバルク宮中伯の騎士であったが、ささいなことから決闘となった友人を殺してしまい出奔、ゾルト辺境伯領に逃れた。
乗騎は青と金に塗装された軽装騎兵で、属性は火。
盾の騎士 ユードルフォ
第七の対決相手。第二武甲騎士団長。21歳。
九騎士の中ではまだ若く、信じた正義のために戦っている。貧乏貴族出身のため華やかな生活とは縁がなく、平民や貧民同然の暮らしをしていたことから彼らの苦しみを知っており、腐敗・堕落した貴族への強い怒りを抱えている。またルシリアスとは同郷で友人関係にあり、互いに切磋琢磨しあう仲。
乗騎は黒に塗装された主装騎兵で、属性は風。強力なスクワイアであるジストバルトを2体率いている。
剣の騎士 バレンタイン
第八の対決相手。第一機甲騎士団長。29歳。
ゾルト辺境伯の実子であり、マローク家の跡取り、ひいては新たなる帝国の後継者となる若き騎士。帝国でも一、二を争う卓越した剣士であり、騎士道精神を尊ぶ高潔な人物である。父であるゾルト辺境伯の正義と大義を信じ、すべての騎士の頂点に立つ者としての責務を負って、帝国統一のために戦い続けている。やがて九騎士を次々と下していく若き騎士に興味を抱くようになる。
乗騎は暗い青に塗装された主装騎兵。白兵戦に特化しており、また主人公と一対一の対決を望むがゆえかスクワイアを無視して主人公機のみを標的に接近戦を挑んでくる。
宵闇の騎士ラシーヌ
第九の対決相手。第三装甲騎士団長。24歳。
帝国最強の騎士として名高い常勝無敗の男。如何なる状況下でも冷静沈着に振る舞い、その行動にはまったく隙がないという。戦場で出会った全ての敵を葬ってきたことで、その強さは大陸の外にまで知れ渡っている。もともとはニーラッハ選帝侯領を治める大司教位の継承権を持つ貴族・エルモ家の人間だったが、ミランジェの策略によって御家取り潰しとなり、フェルベルク領へと亡命した。そのためゾルト辺境伯に忠誠を誓いつつも、彼にとってこの反乱はミランジェ大司教への復讐の戦いであり、虎視眈々とその機会を狙っている。
乗騎は漆黒に塗装された重装騎兵で、属性は水。また5体ものスクワイアを1体ずつ投入してくる。
反乱の選帝侯 ゾルト・マローク
最後の対決相手。フェルベルク辺境伯。今回の反乱の首謀者。
元は帝国の行末を憂う高潔な人物であったが、発掘したシドラネルの性能を知って反乱を画策し、皇帝崩御に伴って決起した。しかしシドラネルには操縦者を取り込んで自我を形成するという恐るべき欠陥が存在しており、最終決戦で主人公と対面する際には完全にシドラネルに飲み込まれ、その自我は消失している。そのためこの反乱がどこまで彼の意志に基づくものなのかは不明である。
乗騎は混沌の兵器シドラネル。白銀の装甲を持つ巨大な異形の機体で、下半身は蛇の形をしている。広範囲に強力な光弾を発射するなど、他のフレームグライドと隔絶した性能を持つ。

## フレームグライド
甲冑の巨人フレームグライドは、遺跡から発掘された失われた文明の兵器である。骨格にあたるフレームをベースに、多種多様な装甲、武装を装備、様々な形態を取って戦場に君臨する。しかし操縦できるのはある種の適性を持った選ばれたごく一部の騎士だけであり、普段は各領地の警護などに使用されている。
フレームグライドのフレームは現代の技術では再現、修復不可能な未知の技術の塊であると共に、フレームグライドのエネルギーを発生させる動力源でもある。この生命エネルギーはフレームに張り巡らされた人工筋肉に伝達され、機体を稼働させる。この生命エネルギーは休眠状態の間に生成され、機動状態の間は消耗、生命エネルギーが尽きた場合はフレームの維持が優先され強制的に休眠状態に陥る。一方、戦闘中は戦闘エネルギーと呼ばれるものを放出し、これは各武装に供給、消耗してもすぐに再充填される。これらの機能はフレームに装備される装甲によって補助、強化することが可能で、そのためフレームグライドの性能は装甲によって大きく変動する。フレームも装甲も自然治癒力があるため数日で元の状態に修復されるが、完全破壊されてしまえばその限りではない。完全破壊されたパーツは失われ、そしてもしフレームが完全破壊されてしまえばそれはそのフレームグライド、ひいては操縦者の死を意味する。
フレームは現在主に三種類が発見されており、これに基づいてフレームグライドの兵科も分類されている。すなわち汎用性の高い主装騎兵、機動性を重視した軽装騎兵、耐久力と火力を重視した重装騎兵の三つである。主装騎兵、軽装騎兵、重装騎兵とでフレームグライドの性能は大きく変化するため、ゾルト辺境伯の有する九つの騎士団は、侵攻を担当する機甲騎士団に軽装騎兵、侵攻後の制圧を担当する武甲騎士団に主装騎兵、拠点防衛を担当する装甲騎士団に重装騎兵を配備している。そしてこの三種のフレームそれぞれに適した頭部、胴部、両椀、両足、そしてリベレートストーンを装着することでフレームグライドは完成する。
フレームグライドの属性を決定づけるのが、その背面に装備されるリベレートストーンである。マテリアルを化合して作られた巨大な円筒型の石で、増加する一方だった装甲に代わるものとして開発された。フレームグライド背面のマナドライブにリベレートストーンを装着することで魔法的な機能を引き出し、フレームグライドを強化、スクワイアの出力も増強する。リベレートストーンは機体の属性を決定づけるストーン１、機体性能を高めるストーン２、スクワイアの性能を高めるストーン３の三種類存在しており、ストーン１を一つ、ストーン２を二つ、ストーン３を一つの合計四つをマナドライブに装填できる。リベレートストーンによりフレームグライドは火・水・風・土のいずれかの属性を帯び、この属性の相性によってフレームグライドの性能、そして戦闘における有利・不利も大きく左右される。こうした性能の高さに加えて換装の容易さから、瞬く間に全てのフレームグライドにマナドライブとリベレートストーンが搭載されるようになった。
フレームグライドの武装は主に「剣」と総称される白兵武器、「銃」と総称される射撃武器、「砲」と総称される特殊兵装、そして「盾」の四つで構成される。剣には剣魔法と呼ばれる特殊効果が備わっており、剣魔法と銃はフレームグライドの属性によってその効果が大きく変化するが、砲についてはフレームグライドの属性に関わらず効果は変化しない。「剣」は通常攻撃、剣魔法の他に乱舞切りと空中切りがあり、これらのモーションはフレームの種類によって異なる。「銃」は通常射撃の他に爆弾を発射する事が可能で、唯一移動しながら攻撃することが可能な武器となっているが、発射にエネルギーを消費してしまう。「砲」は様々な特殊弾を発射する強力な武装だが、戦闘エネルギーを大きく消費し、停止していないと使用できない。加えて、フレームグライドの拳で攻撃する「パンチ」という攻撃手段もあり、これは敵のガードを崩してよろめかせる事が可能。この他、エネルギーを消費して展開できる「バリア」、緊急時に周囲にエネルギーを放出して爆発を引き起こす「緊急回避」機能がフレームグライドには備わっている。
そしてフレームグライドを補助する随伴騎がスクワイアと呼ばれる無人機である。これはフレームグライドが放出するエネルギーによって動かされるため、一騎のフレームグライドにつき最大で五体までしか随伴することができない。性能こそフレームグライドには及ばないものの、多種多様な機能を保有しており、その形状も様々である。ただしスクワイアにもフレームグライドと同様に属性があり、リベレートストーンで決定された属性と異なるスクワイアは、著しく性能が低下してしまう。スクワイアにも自動修復機能が備わっているため数日で元の状態に復帰するが、やはりパーツ同様スクワイアも完全破壊されれば失われてしまう。
なおフレームグライドの制御機能については、一切判明していない。胴体に備わったコクピットに搭乗した騎士は、機体が得た情報を全て脳に直接イメージとして伝えられ、自分が巨人になったのと同じ感覚で操縦する事ができるようになっている。しかしその制御を司る中枢部分は、ただ生物の脳に似ているとしか分析できず、騎兵の細かな制御は本能的に行われているとしかわかっていない。そして恐らく、そこに感情はないだろうと言われている。

## マテリアル
主に古代遺跡から発見される、魔力を秘めた希少な鉱石。合成することでフレームグライドの装甲や武器、リベレートストーン、スクワイアの素材となる。
希少な物資ではあるもののそれはフレームグライドに使用できるほど巨大なものや滅多に発見されないものに限られるようで、微小な大きさの一部のマテリアルは一般にも流通しているようだ。
一例としてエクシニートという希石は貴族や豪商が宝飾品として用いている他、フィロハイトという希石は幸運のお守りとして人々に広く信仰されている。また帝国の流通貨幣はマールという希石で、高額貨幣にはバライトという希石が使用されている。
ゲーム内では主に敵スクワイアおよび敵フレームグライドの撃破、戦闘の勝利によって入手する事ができる。スクワイアは単に機能停止させるのではなく完全破壊しなければマテリアルを入手できないため、大量にマテリアルを確保したい場合はスクワイアの完全破壊を狙う必要が生じてくる。

## 評価
ドリームキャストFANSOFTWARE IMPRESSIONでは8、8、8の24点。レビュアーは接近戦、遠距離攻撃が可能で遊び方の幅が広い、パーツの交換が楽しく戦略性も高く飽きない、通信対戦でキー入力の反応がいい、パッド操作は最初は難しく感じてもすぐに慣れたとした他、攻撃の初動が鈍いことや敵機を見失いやすいとしたが楽しくならないというほどではないとして通信対戦をしたい人にはお勧めだとした。
Allgameは4/5の星を与え、多様なカスタマイズや環境、音楽を賞賛した。

## 関連書籍
- 『フレームグライド 公式ガイドブック』、ソフトバンクパブリッシング、ISBN 9784797309867、※絶版
- 『フレームグライド』、勁文社、ISBN 9784766932614、※絶版
- 『フレームグライドを一生楽しむ本』、勁文社、ISBN 9784766932997、※絶版